# Cheltenham (Nouvelle-Zélande)
Pour les articles homonymes, voir Cheltenham (homonymie).
Cheltenham est une banlieue du nord-est de la cité d’Auckland, située dans l'Île du Nord de la Nouvelle-Zélande.

## Situation
Elle donne une bonne vue sur l’ile de Rangitoto dans le Golfe de Hauraki à partir de son front de plage. La banlieue est située dans le ward de North Shore (en), une des 13 divisions administratives du Conseil d'Auckland. Le secteur comporte le mont North Head (en), la plage de Cheltenham Beach et la Reserve Balmain.

## Toponymie
Elle tire son nom de la ville anglaise de Cheltenham.